# Wegrace in de jaren 1860-1899
Wegrace in de jaren 1860-1899 omvat de eerste ontwikkelingen op het gebied van snelheidssporten voor motorfietsen, quadricycles
tricars en tricycles in de tweede helft van de 19e eeuw.

## Algemeen
| Sylvester Howard Roper racete bij gebrek aan tegenstanders tegen paarden          |
| Albert de Dion gaf eind 19e eeuw de toon aan met zijn tricars op stoom en benzine |

De motorsport in de 19e eeuw betrok zich nog voornamelijk op verschillende twee-, drie- en zelfs vierwielige voertuigen die verschillende motoren gebruikten. Klassen waren er niet, behalve dat men stoom- en benzinemotoren met elkaar vergeleek.

## Frankrijk
In de jaren tachtig werden er in elk geval in Frankrijk wedstrijden gereden, waarbij de stoomaangedreven driewielers van Albert de Dion bijna niet te verslaan waren. Pas in de jaren negentig werd hij verslagen door de benzinemotoren van René Panhard en Émile Levassor en Peugeot. Wedstrijden werden georganiseerd door kranten, zoals "Le Vélocipède" in 1887, "Vélo Sport" rond 1888 en "Petit Journal" in de jaren negentig. Deze wedstrijden waren bedoeld om stoom- en benzinemotoren tegen elkaar te laten rijden, waarbij de nadelen van de benzinemotor lagen in de verspreide benzinelucht, de trillingen en de problemen op hellingen, die van de stoommachine in het regelmatig bijtanken van brandstof én water. De snelheid was niet de hoofdzaak; De Dion werd na de door hem gewonnen "Parijs-Rouen" in 1894 op de tweede plaats gezet omdat ook gekeken werd naar het comfort en de betrouwbaarheid. Daarmee velde men indirect een vonnis over de stoommachine. Heinrich en Wilhelm Hildebrand en Alois Wolfmüller brachten in 1894 de eerste serieproductie voor motorfietsen op gang. De eerste grote snelheidsrace, Parijs-Bordeaux-Parijs van 11 juli 1895, werd bestreden tussen stoom- en benzineaangedreven tricars en quadricycles, en slechts twéé tweewielers, de Pétrolette van Hildebrand & Wolfmüller en de vijfcilinder van Félix Millet. Graaf de Dion, inmiddels overtuigd van de suprematie van benzinemotoren, zette hiervoor een motorsportorganisatie op, het "comité voor de promotie van gemotoriseerde voertuigen". De eerste sponsoring ontstond ook: De Dion legde persoonlijk 10.000 Franse frank in, James Gordon Bennett Jr., de directeur van de New York Herald hetzelfde bedrag. De Dion-Bouton, Panhard & Levassor en Peugeot betaalden elk 2.000 frank en Michelin en enkele Franse olieraffinaderijen betaalden kleinere bedragen.

## Groot-Brittannië
De Britten gingen intussen gebukt onder hun strenge wetgeving. In 1865 was de "Red Flag Act" aangenomen, waardoor het gemotoriseerde verkeer op de weg feitelijk onmogelijk werd gemaakt en dientengevolge had het ook geen zin verder ontwikkelingen door te voeren. Ze liepen daardoor een enorme technische achterstand op. De ontwikkelingen aan de andere kant van het Kanaal bleven niet verborgen, en er ontstond een sterke lobby tegen de wet, waar o.a. Henry Capel Holden bij betrokken was. De spoorwegdirecteur Sir David Solomons richtte op 10 december 1895 in het Cannon Street Hotel in Londen de "Self Propelled Traffic Association" op en Harry John Lawson stichtte de "Motor Car Club". Samen brachten zij het Lagerhuis ertoe een nieuwe wet aan te nemen, de "Locomotives on Highways Act", die de meeste beperkingen ophief en de maximumsnelheid verhoogde van 4 naar 12 mph. Lawson organiseerde direct de Emancipation run, een kleine wedstrijd over 100 km van het Hotel Métropole in Whitehall (Londen) naar het Hotel Métropole in Brighton. Het werd een internationale race, gewonnen door de Franse Léon Bollée benzinetricars van Léon en Camille Bollée. De Franse voorsprong was duidelijk en vanaf 1897 ging de motorsport zich daar in grote wedstrijden manifesteren.

## Italië
Al eind juni 1895 werd in Italië een experimentele race gehouden tussen Turijn en Asti, waarbij twee Hildebrand & Wolfmüllers waren ingeschreven, bestuurd door Alois Wolfmüller en Giovanbattista Ceirano. Zij eindigden allebei kort achter de Daimler auto van Simone Federmann, maar dit was nog niet echt een race tussen motorfietsen van verschillende merken.

## Verenigde Staten
Aan het einde van de 19e eeuw bestond er nog nauwelijks serieproductie van motorfietsen, velen experimenteerden nog en men was het ook nog niet eens over de beste motor: Stoommachines werden nog volop gebruikt, maar ook benzinemotoren en petroleummotoren. Al aan het einde van de jaren zestig demonstreerde Sylvester Howard Roper voor slechts 25 dollarcent zijn Roper stoomvélocipède. Om er een competitie-element in te bouwen reed hij soms tegen paarden. In tegenstelling tot de Europeanen hielden de Amerikanen tot aan het begin van de 20e eeuw vast aan stoomaandrijving, hoewel ook allerlei andere systemen werden beproefd.
Bij de eerste Amerikaanse "Moto-Race", de Chicago Times-Herald race in november 1895 vond men een veeraangedreven motor van Lybe, exemplaren op koolzuur, hete lucht en perslucht. Remington Arms kwam met een kerosinemotor aan de start. Uiteindelijk mochten er slechts zes voertuigen starten. De race werd gewonnen door de auto van Frank Duryea, maar van een motorrace was eigenlijk geen sprake. De weinige ingeschreven tweewielers konden de hellingen in het parcours namelijk niet nemen.

## Klassen
Een klasse-indeling bestond simpelweg nog niet. Constructeurs maakten zelfs nog geen onderscheid tussen twee-, drie- of vierwielers. Men was zoekende naar de beste motor (stoom, benzine, petroleum of elektriciteit) én het juiste voertuigtype om deze motor in te passen. In sommige wedstrijden was er een stoom- en een benzineklasse, juist omdat de organisatoren duidelijkheid wilden forceren over de meest geschikte krachtbron.